# Zawraty

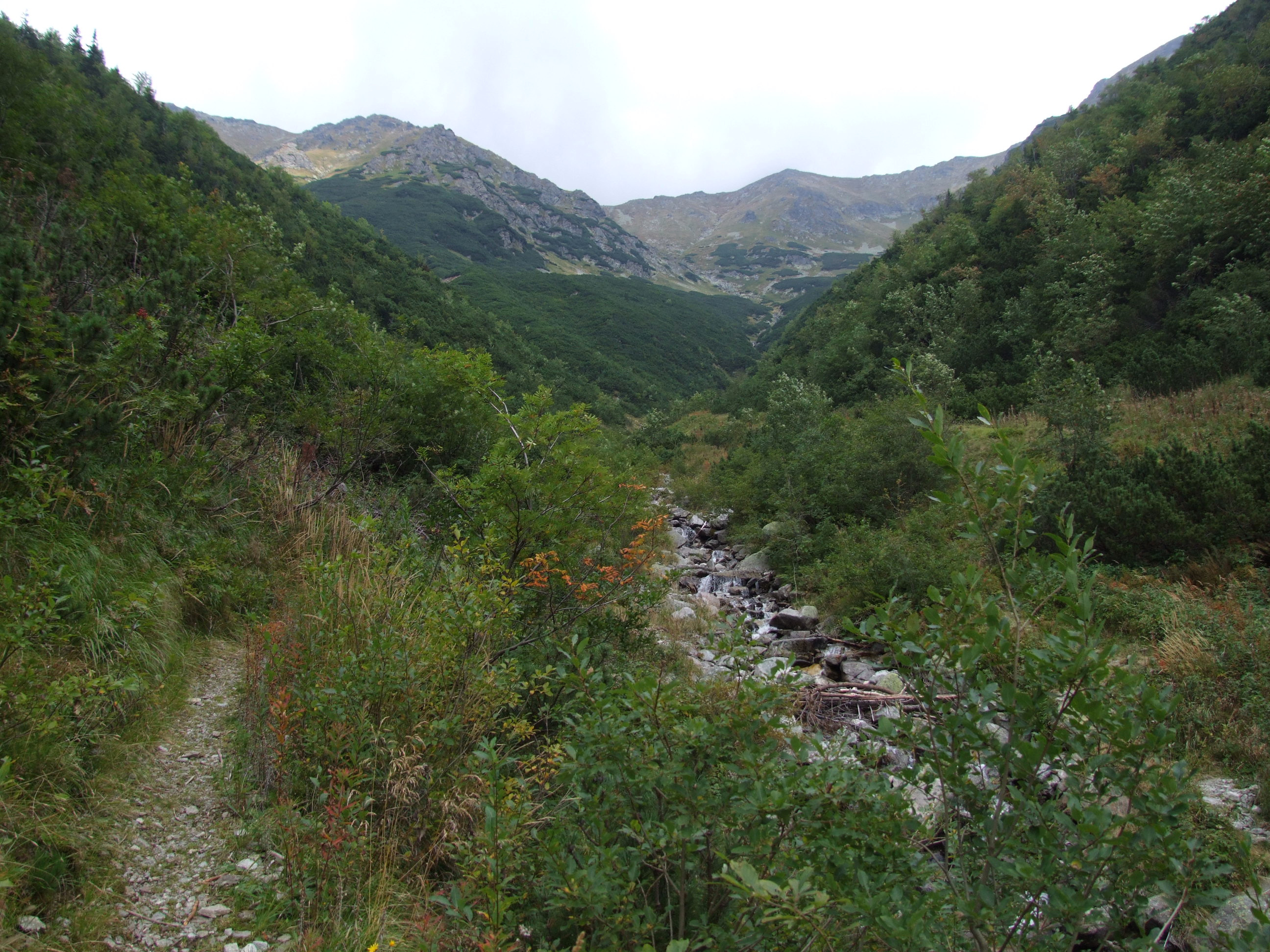
Zawraty po lewej stronie potoku Parzychwost

Zawraty (słow. Závraty) – grzbiet w dolinie Parzychwost w słowackich Tatrach Zachodnich. Nazwą tą określa się górną część grzbietu odbiegającego od grzbietu Płaczliwe w południowo-zachodnim kierunku, a szczególnie orograficznie lewe jego stoki opadające do doliny Parzychwostu. Zawraty oddzielają górną część tej doliny od jej odgałęzienia – Doliny Głębokiej, a dokładniej Głębokiego Żlebu.
Zawraty są trawiasto-kosodrzewinowe. Znajduje się w nich dwie dość głębokie dolinki, którymi spływają dwa niewielkie potoki uchodzące do Parzychwostu. Dawniej wypasała tutaj miejscowość Jałowiec.